# María Sol Berecoechea
María Sol Berecoechea est une actrice née le 16 janvier 1993 à Buenos Aires en Argentine, connue pour avoir joué le rôle de Anne dans la série De tout mon cœur. Elle a une sœur jumelle María Belén Berecoechea qui joue aussi dans la seconde saison de la série De tout mon cœur dans le rôle de Belén.

## Filmographie
- La Banda de Canta Nino (2002-2003)
- De tout mon cœur (2008)
- De tout mon cœur Le film (2016)